# Bradysia minima
Bradysia minima är en tvåvingeart som beskrevs av Werner Mohrig och Boris Mamaev 1989. Bradysia minima ingår i släktet Bradysia och familjen sorgmyggor. Inga underarter finns listade i Catalogue of Life.